# Atherina lopeziana
Atherina lopeziana  (лат.) — вид лучепёрых рыб семейства атериновых (Atherinidae). Распространены в восточной части Атлантического океана (Гвинейский залив и прибрежные архипелаги, отмечена в Кабо-Верде). Морские пелагические стайные рыбы. Тело удлинённое, несколько сжато с боков, длина до 8 см. Видовое латинское название дано по месту нахождения типового экземпляра у мыса Лопес в Габоне.

## Описание
Тело удлинённое, несколько сжато с боков, покрыто циклоидной чешуёй. На первой жаберной дуге 15—20 жаберных тычинок. В первом спинном плавнике 6—8 жёстких неветвистых гибких лучей. Во втором спинном плавнике 1 жёсткий и 11—13 мягких лучей. В анальном плавнике 1 колючий и 14—17 мягких лучей. Грудные плавники не достигают оснований брюшных плавников. Хвостовой плавник раздвоенный. Позвонков 40—42. Тело полупрозрачное. Спина зеленоватая. Голова серебристо-серая. Вдоль средней части тела от головы до хвостового плавника проходит серебристая полоса. Ширина полосы превышает ширину одного ряда чешуй. Брюхо серебристо-белое.
Максимальная длина тела 8 см.

## Биология
Морские рыбы, обитающие в прибрежных водах на литорали. Биология не изучена.

## Распространение
Распространены в центрально-восточной части Атлантического океана. Ареал ограничен Гвинейским заливом до залива Биафра и близлежащих архипелагов. Отмечены у островов Кабо-Верде.